# Волынская лихорадка
Волынская, пятидневная, окопная или траншейная лихорадка — трансмиссивное инфекционное антропонозное заболевание, возбудителем которого являются бактерии Bartonella quintana. Характеризуется повторными приступами лихорадки с явлениями общей интоксикации, сыпью на туловище, болью в мышцах и костях.

## Этиология
Возбудитель — бактерия Bartonella quintana, (ранее известная как Rochalimaea quintana или Rickettsia quintana).

## Эпидемиология
Заболевание описано в 1915 г на Волыни (от чего пошло его название). На Западе называется «окопная лихорадка» из-за распространения среди солдат в окопах в условиях антисанитарии. За время Первой мировой войны переболело свыше 1 млн (в том числе известные британские писатели Дж. Р. Р. Толкин и К. С. Льюис, которым в юности пришлось испытать тяготы окопной войны); отмечалась заболеваемость и во время Второй мировой войны. В настоящее время регистрируется среди неблагополучных слоев населения: нищие, наркоманы; заболевание известно в Африке (Джибути). Источник инфекции — больной человек. Переносчик — платяная вошь, заражение человека происходит при укусе инфицированной вши (риккетсии содержатся в слюне и в испражнениях). У некоторых больных риккетсии могут сохраняться в крови длительное время (300—400 дней).

## Патогенез
Изучен недостаточно. 

## Симптомы и течение
Инкубационный период 7—17 дней. Болезнь начинается внезапно, с ознобом повышается температура тела, в дальнейшем лихорадка возвратного типа (без этиотропного лечения 3—8 приступов). Беспокоит слабость, сильная головная боль, боли в ногах, пояснице, спине, в глазных яблоках. При осмотре выявляется гиперемия лица, инъекция сосудов склер, первичного аффекта и регионарного лимфаденита нет. Рано появляется обильная макуло-папулезная сыпь — сначала на туловище, затем на конечностях. Отдельные пятна могут сливаться в эритематозные поля.
При обследовании сердечно-сосудистой системы отмечается тахикардия, снижение АД, со стороны органов дыхания без особых изменений. Рано увеличивается печень и селезёнка (с 3—4 дня). Болезнь протекает в виде приступов длительностью около 5 дней. У половины больных наблюдался лишь один приступ, у остальных чаще в пределах от 3 до 8 (до введения в практику антибиотикотерапии). Общая длительность болезни обычно равнялась 5—6 недель. При исследовании крови чаще отмечался лейкоцитоз. Болезнь протекала благоприятно, летальных случаев не было.

## Диагноз и дифференциальный диагноз
Для диагностики большое значение имеют эпидемиологические предпосылки (завшивленность, появление случаев волынской лихорадки) и характерная клиническая симптоматика (возвратная лихорадка, боли в ногах, экзантема). Реакция Вейля—Феликса со всеми протеями (0X19, ОХ2, ОХк) отрицательная. Специфические диагностикумы в настоящее время не выпускаются.

## Лечение и профилактика
Тетрациклин 0,3-0,4 г 4 раза в день в течение 3-5 дней. Профилактика такая же, что и при сыпном тифе.